# Wołżańska Flotylla Wojenna
Wołżańska Flotylla Wojenna (ros. Волжская военная флотилия) – sformowana w czasie II wojny światowej (27 października 1941) ze statków oddziału szkolnego i statków mobilizowanych (główna baza Uljanowsk i baza Stalingrad).
Od 25 lipca 1942 do zadań statków Flotylli należało trałowanie min, zrzucanych przez lotnictwo przeciwnika na Wołdze od Saratowa po Astrachań, ochrona konwojów i barek z ładunkami.
W okresie gdy trwała Bitwa stalingradzka Flotylla okazywała wojskom wsparcie ogniowe, wysadzała desanty, chroniła komunikacje, przewoziła zaopatrzenie i posiłki przez Wołgę. Flotylla zagrała ważną rolę w bitwie stalingradzkiej, a także w zabezpieczeniu strategicznych przewozów po Wołdze będącą główną arterią komunikacyjną, ropy naftowej i innych wojskowych i strategicznych ładunków.

## Skład
- Kanonierka „Nikołaj Ostrowski”
- Okręt sztabowy „Żielieznodorożnik”
- Kanonierka „Czkałow”
- Okręt sztabowy „Tura”
- Kanonierka „Pamiat Kotowskogo”
- Okręt sztabowy „Marat”
- Kanonierka „Proizwodstwiennik”
- Okręt sztabowy – Wołga
- Kanonierka „Stalinskaja Konstitucija”
- Okręt sztabowy – Achtuba
- Kanonierka „Prawda”
- Okręt łącznościowy – „Isiet”
- Kanonierka „Krasnogwardiejec”
- Okręt ratowniczy – „Wrazowskij”
- Kanonierka „Krasnyj Dagestan”
- Kuter sztabowy typu BMK
- Kanonierka „Turchsjab”
- Kutry opancerzone typu 1124
- Kanonierka „10 let KIM”
- Kutry opancerzone typu 1125
- Kanonierka „Burnyj”
- Kutry opancerzone typu S-40
- Kanonierka „Irkuck”
- Kutry rakietowe typu Ja-5
- Kanonierka „Szczors”
- Kutry torpedowe typu G-5
- Kanonierka „Rudniew”
- Kutry dozorowe typu MO-1
- Kanonierka „Siergiej Kirow”
- Kutry dozorowe typu MO-2
- Kanonierka „Fiedosiejenko”
- Kutry dozorowe typu A
- Kanonierka „Gromow”
- Kutry trałowe typu K-15-M-17
- Kanonierka „Usyskin”
- Kutry trałowe typu MSW-38
- Kanonierka „Czapajew”

Sierpień 1942
- 1 brygada okrętów rzecznych
  - 1 dywizjon kanonierek rzecznych
    - kanonierki rzeczne – Gromow, Rudniew, Usyskin
    - kutry opancerzone – BKA-11, BKA-12, BKA-13, BKA-21, BKA-25, BKA-101
    - pływające baterie – Nr 97, Nr 98
- 2 brygada okrętów rzecznych
  - 2 dywizjon kanonierek rzecznych
    - kanonierki rzeczne – Kirow, Fiedosiejenko, Szczors, Czapajew
    - kutry opancerzone – BKA-53, BKA-61, BKA-62, BKA-63
    - 146 kompania piechoty morskiej
- Samodzielna brygada trałowa – pięć dywizjonów
  - kutry trałowe – Nr 311-325, Nr 331-334, Nr 351-352, Nr 361 (późn. dod. 6 jednostek)
  - Grupa okrętów rzeki Achtuba
    - kutry opancerzone – Nr 14, Nr 23, Nr 51, Nr 54 przydzielone z 1. i 2. brygady okrętów rzecznych
    - kanonierki rzeczne – Usyskin, Czapajew
    - Północny oddział kutrów opancerzonych i trałowych
    - 680 samodzielna bateria artylerii kolejowej
    - 141 kompania piechoty morskiej

16 listopada 1942
- 1 brygada okrętów rzecznych
  - Okręty sztabu flotylli
    - okręt sztabowy – Żielieznodorożnik
    - okręt łącznościowy – Isiet
    - kuter – 1 jedn. (typu BMK)
- 3 samodzielny dywizjon kutrów
  - 1 oddział kutrów torpedowych – kutry torpedowe – Nr 1, Nr 2, Nr 3, Nr 4, Nr 5, Nr 6, Nr 7, Nr 8 (typu G-5)
  - 3 oddział kutrów dozorowych – kutry dozorowe – MO-1, MO-2, MO-3, MO-4 (typu MO-1); MO-5, MO-6 (typu MO-2)
  - 1 oddział kutrów uzbrojonych – kutry rakietowe – Ja-1, Ja-2, Ja-3, Ja-4, Ja-5 (typu Ja-5)
  - 2 oddział kutrów uzbrojonych – kutry rakietowe – Ja-6, Ja-7, Ja-8, Ja-9, Ja-10 (typu Ja-5)
  - 3 oddział półgliserów – półglisery – PG-1, PG-2, PG-3, PG-4, PG-5, PG-6, PG-7, PG-8 (typu NKL-27)
- 2 brygada okrętów rzecznych
  - 1 dywizjon kanonierek rzecznych
    - kanonierki rzeczne – Gromow, Usyskin, Czapajew

  - 2 dywizjon kanonierek rzecznych
    - kanonierki rzeczne – Szczors, Rudniew, Siergiej Kirow, Fiedosiejenko

  - Dywizjon niesamobieżnych baterii pływających
    - pływające baterie – Nr 97, Nr 98, Nr 99, Nr 100

  - 2 dywizjon kutrów opancerzonych
    - 1 oddział kutrów opancerzonych – kutry opancerzone – Nr 11, Nr 12, Nr 13, Nr 14 (typu 1125)
    - 2 oddział kutrów opancerzonych – kutry opancerzone – Nr 23, Nr 26 (typu S-40)
    - 3 oddział kutrów opancerzonych – kutry opancerzone – Nr 31, Nr 32, Nr 33 (typu 1124)
    - 4 oddział kutrów opancerzonych – kutry opancerzone – Nr 41, Nr 42, Nr 43 (typu 1125)
    - okręt sztabowy – Tura
    - 141 i 146 kompania piechoty morskiej
- 3 brygada okrętów rzecznych
  - 3 dywizjon kanonierek rzecznych – kanonierki rzeczne – 2 jedn.
  - 4 dywizjon kanonierek rzecznych – kanonierki rzeczne – 4 jedn.
  - 5 dywizjon kanonierek rzecznych – kanonierki rzeczne – 4 jedn.
  - Dywizjon niesamobieżnych przeciwlotniczych baterii pływających pływające baterie opl – Nr 614, Nr 615, Nr 616, Nr 617, Nr 618
  - 3 dywizjon kutrów opancerzonych
    - 1 oddział kutrów opancerzonych – kutry opancerzone – Nr 51, Nr 52, Nr 53, Nr 54 (typu 1125)
    - 2 oddział kutrów opancerzonych – kutry opancerzone – Nr 61, Nr 62, Nr 63 (typu 1125)
    - 3 oddział kutrów opancerzonych – kutry opancerzone – Nr 71, Nr 72, Nr 73, Nr 75 (typu 1124)
    - 4 oddział kutrów opancerzonych = kutry opancerzone – Nr 81, Nr 82, Nr 83 (typu S-40)
    - 5 oddział kutrów opancerzonych – kutry opancerzone – Nr 91, Nr 92, Nr 93 (typu 1125)

  - 1 dywizjon kutrów trałowych
    - Oddział kutrów trałowych – kutry trałowe – RTSzcz-139, RTSzcz-140, RTSzcz-141, RTSzcz-142, RTSzcz-143, RTSzcz-144 (typu K-15-M-17)
      - Sekcja kutrów dozorowych – kutry dozorowe – 4 jedn. (typu A)

    - Oddział półgliserów – półglisery – PG-9, PG-10, PG-11, PG-12 (typu NKL-27)

  - 2 dywizjon kutrów trałowych
    - Oddział kutrów trałowych – kutry trałowe – RTSzcz-145, RTSzcz-146, RTSzcz-147, RTSzcz-148, RTSzcz-112, RTSzcz-113 (typu K-15-M-17)
    - Sekcja kutrów dozorowych – kutry dozorowe – 4 jedn. (typu A)

  - Oddział półgliserów – półglisery – PG-13, PG-14, PG-15, PG-16 (typu NKL-27)
  - 3 dywizjon kutrów trałowych
    - Oddział kutrów trałowych – kutry trałowe – RTSzcz-149, RTSzcz-150, RTSzcz-151, RTSzcz-152, RTSzcz-153, RTSzcz-154 (typu K-15-M-17)
    - Sekcja kutrów dozorowych – kutry dozorowe – 4 jedn. (typu A)
    - Oddział półgliserów – półglisery – PG-17, PG-18, PG-19, PG-20 (typu NKL-27)
    - kuter sztabowy – 1 jedn. (typu BMK)

  - 1 oddział zadymiania i degazacji
    - trzy dywizjony zadymiania – kutry dozorowe – DZ-211, DZ-212, DZ-213, DZ-214, DZ-215, DZ-216, DZ-217, DZ-218, DZ-219, DZ-220, DZ-221, DZ-222
    - jeden dywizjon degazacji
    - 380 samodzielny batalion piechoty morskiej
- Samodzielna brygada trałowa
  - 1 dywizjon kutrów trałowych
    - 1 oddział kutrów trałowych – kutry trałowe – Nr 311, Nr 312, Nr 313, 4 jedn.
    - Grupa kutrów obrony przeciwlotniczej – kutry POW – 4 jedn.
    - Grupa półgliserów – półglisery – PG-21, PG-22, PG-23, PG-24 (typu NKL-27)
    - kuter – WR-9

  - 2 dywizjon kutrów trałowych
    - 2 oddział kutrów trałowych – kutry trałowe – Nr 321, Nr 325, 5 jedn.
    - Grupa kutrów dozorowych – kutry POW – 4 jedn.
    - Grupa półgliserów – półglisery – PG-25, PG-26, PG-27, PG-28 (typu NKL-27)
    - kuter – WR-10

  - 3 dywizjon kutrów trałowych
    - 3 oddział kutrów trałowych – kutry trałowe – Nr 312, Nr 322, Nr 324, Nr 341, Nr 351, 2 jedn.
    - Grupa kutrów dozorowych – kutry POW – 4 jedn.
    - Grupa półgliserów – półglisery – PG-29, PG-30, PG-31, PG-32 (typu NKL-27)
    - kuter – WR-11

  - 4 dywizjon kutrów trałowych
    - 4 oddział kutrów trałowych – kutry trałowe – Nr 332, Nr 333, Nr 334, Nr 335, Nr 345, Nr 347, Nr 348
    - Grupa kutrów dozorowych – kutry POW – 4 jedn.
    - Grupa półgliserów – półglisery – PG-33, PG-34, PG-35, PG-36 (typu NKL-27)
    - kuter – WR-12

  - 5 dywizjon kutrów trałowych
    - 5 oddział kutrów trałowych – kutry trałowe – RTSzcz-128, RTSzcz-129, RTSzcz-133, RTSzcz-134, RTSzcz-135, RTSzcz-236, RTSzcz-137, RTSzcz-138 (typu K-15-M-17)
    - Grupa kutrów dozorowych – kutry POW – 4 jedn.
    - Grupa półgliserów – półglisery – PG-37, PG-38, PG-39, PG-40 (typu NKL-27)
    - kuter – WR-13

  - 6 dywizjon kutrów trałowych
    - 6 oddział kutrów trałowych – kutry trałowe – RTSzcz-118, RTSzcz-119, RTSzcz-120, RTSzcz-122, RTSzcz-123, RTSzcz-125, RTSzcz-126, RTSzcz-127 (typu K-15-M-17)
    - Grupa kutrów dozorowych – kutry POW – 4 jedn.
    - Grupa półgliserów – półglisery – PG-41, PG-42, PG-43, PG-44 (typu NKL-27)
    - kuter – WR-14
    - okręt sztabowy – Marat

22 kwietnia 1943
- 1 brygada okrętów rzecznych
  - 1 gwardyjski dywizjon kutrów opancerzonych
    - 1 oddział kutrów opancerzonych kutry opancerzone – Nr 71, Nr 72, Nr 73, Nr 75 (typu 1124)
    - 2 oddział kutrów opancerzonych kutry opancerzone – Nr 23, Nr 26, Nr 81, Nr 82 (typu S-40)
    - 3 oddział kutrów opancerzonych kutry opancerzone – Nr 31, Nr 32, Nr 33 (typu 1124)

  - 1 dywizjon kutrów dozorowych
    - 1 oddział kutrów rakietowych kutry rakietowe – Ja-1, Ja-2, Ja-3, Ja-4, Ja-5 (typu Ja-5)
    - 1 oddział kutrów dozorowych kutry dozorowe – Nr 11, Nr 12, Nr 13, Nr 14, Nr 15, Nr 16, Nr 17 (typu A)
    - 1 oddział półgliserów półglisery – PG-7, PG-8, PG-9, PG-10 (typu NKL-27)
- 2 brygada okrętów rzecznych
  - 2 gwardyjski dywizjon kutrów opancerzonych
    - 1 oddział kutrów opancerzonych kutry opancerzone – Nr 11, Nr 12, Nr 42, Nr 43 (typu 1125)
    - 2 oddział kutrów opancerzonych kutry opancerzone – Nr 41, Nr 92, Nr 93 (typu 1125)
    - 3 oddział kutrów opancerzonych kutry opancerzone – Nr 13, Nr 14, Nr 44 (typu 1125)

  - 2 dywizjon kutrów dozorowych
    - 1 oddział kutrów rakietowych kutry rakietowe – Ja-6, Ja-7, Ja-8, Ja-9, Ja-10 (typu Ja-5)
    - 1 oddział kutrów dozorowych kutry dozorowe – Nr 21, Nr 22, Nr 23, Nr 24, Nr 25, Nr 26 (typu A)
    - 1 oddział półgliserów półglisery – PG-11, PG-12, PG-13, PG-14 (typu NKL-27)

  - 1 dywizjon kutrów trałowych
    - Oddział kutrów trałowych kutry trałowe – RTSzcz-139, RTSzcz-140, RTSzcz-141, RTSzcz-142, RTSzcz-143, RTSzcz-144 (typu K-15-M-17)
    - Oddział półgliserów półglisery – PG-15, PG-16, PG-17, PG-18 (typu NKL-27)
- 3 brygada okrętów rzecznych
  - 1 dywizjon kanonierek rzecznych kanonierki rzeczne – Gromow, Usyskin, Czapajew
  - 2 dywizjon kanonierek rzecznych kanonierki rzeczne – Szczors, Rudniew, Siergiej Kirow, Fiedosiejenko
  - 4 dywizjon kanonierek rzecznych kanonierki rzeczne – Krasnyj Dagiestan, Turchsjab, 10 liet KIM, Burnyj, Irkutsk
  - 5 dywizjon kanonierek rzecznych kanonierki rzeczne – Nikołaj Ostrowski, Czkałow, Pamiat Kotowskogo, Proizwodstwiennik, Stalinskaja Konstitucija, Prawda, Krasnogwardiejec
    - okręt sztabowy – Tura

  - kuter sztabowy – 1 jedn. (typu BMK)
- Samodzielna brygada trałowa
  - 1 dywizjon kutrów trałowych
    - 1 oddział kutrów trałowych kutry trałowe – Nr 311, Nr 313, Nr 314

  - 2 dywizjon kutrów trałowych
    - 2 oddział kutrów trałowych kutry trałowe – Nr 321, Nr 325
    - Grupa półgliserów półglisery – PG-19, PG-20 (typu NKL-27)

  - 3 dywizjon kutrów trałowych
    - 3 oddział kutrów trałowych kutry trałowe – Nr 312, Nr 324, Nr 341, Nr 351
    - Grupa półgliserów półglisery – PG-21, PG-22, PG-23 (typu NKL-27)

  - 4 dywizjon kutrów trałowych
    - 4 oddział kutrów trałowych kutry trałowe – Nr 332, Nr 333, Nr 334, Nr 335, Nr 345, Nr 347, Nr 348
    - Grupa półgliserów półglisery – PG-24, PG-25, PG-26 (typu NKL-27)

  - 5 dywizjon kutrów trałowych
    - 5 oddział kutrów trałowych kutry trałowe – Nr 128, Nr 129, Nr 133, Nr 134, Nr 135, Nr 136, Nr 137, Nr 138 (typu K-15-M-17)
    - Grupa półgliserów półglisery – PG-27, PG-28 (typu NKL-27)

  - 6 dywizjon kutrów trałowych
    - 6 oddział kutrów trałowych kutry trałowe – Nr 118, Nr 119, Nr 120, Nr 122, Nr 123, Nr 125, Nr 126, Nr 127 (typu K-15-M-17)

  - 7 dywizjon kutrów trałowych
    - 7 oddział kutrów trałowych kutry trałowe – Nr 145, Nr 146, Nr 147, Nr 148, Nr 112, Nr 113 (typu K-15-M-17)

  - 8 dywizjon kutrów trałowych
    - 8 oddział kutrów trałowych kutry trałowe – Nr 149, Nr 150, Nr 151, Nr 152, Nr 153, Nr 154 (typu K-15-M-17)
    - okręt sztabowy – Marat

Okręty sztabu flotylli
- okręt sztabowy – Żielieznodorożnik
- okręt łącznościowy – Isiet
- kuter – 1 jedn. (typu BMK)
  - Oddział półgliserów półglisery – PG-1, PG-2, PG-3, PG-4, PG-5, PG-6 (typu NKL-27)
  - Oddział awaryjno-ratowniczy
    - kutry – WR-9, WR-10, WR-11, WR-12, WR-13, WR-14
    - okręt ratowniczy – Wrazowskij
    - holowniki – Nr 312, Nr 313

17 maja 1943
Okręty sztabu flotylli
- okręt sztabowy – Żielieznodorożnik
- okręt łącznościowy – Isiet
- kuter – 1 jedn. (typu BMK)
  - Oddział półgliserów półglisery – PG-1, PG-2, PG-3, PG-4, PG-5, PG-6 (typu NKL-27)

- 1 brygada trałowa
  - 1 dywizjon kutrów trałowych
    - 1 oddział kutrów trałowych kutry trałowe – Nr 141, Nr 142, Nr 143, Nr 144, Nr 149, Nr 150, Nr 151, Nr 152, Nr 153, Nr 154 (typu K-15-M-17)
    - 2 oddział kutrów trałowych kutry trałowe – 10 jedn. (zmobilizowanych)
    - 3 oddział kutrów trałowych kutry trałowe – 10 jedn. (zmobilizowanych)
    - 4 oddział kutrów trałowych kutry trałowe – 12 jedn. (zmobilizowanych)
    - Grupa półgliserów półglisery – PG-24, PG-25, PG-26 (typu NKL-27)

  - 2 dywizjon kutrów trałowych
    - 1 oddział kutrów trałowych kutry trałowe – Nr 118, Nr 119, Nr 120, Nr 122, Nr 123, Nr 125, Nr 126, Nr 127, Nr 139, Nr 140 (typu K-15-M-17)
    - 2 oddział kutrów trałowych kutry trałowe – 12 jedn. (zmobilizowanych)
    - 3 oddział kutrów trałowych kutry trałowe – 12 jedn. (zmobilizowanych)
    - 4 oddział kutrów trałowych kutry trałowe – 12 jedn. (zmobilizowanych)
    - Grupa półgliserów półglisery – PG-27, PG-28, PG-41 (typu NKL-27)

  - 3 dywizjon kutrów trałowych
    - 1 oddział kutrów trałowych kutry trałowe – Nr 332, Nr 333, Nr 334, Nr 335, Nr 345, Nr 347, Nr 348
    - 2 oddział kutrów trałowych kutry trałowe – 10 jedn. (zmobilizowanych)
    - 3 oddział kutrów trałowych kutry trałowe – 10 jedn. (zmobilizowanych)
    - 4 oddział kutrów trałowych kutry trałowe – 12 jedn. (zmobilizowanych)
    - Grupa półgliserów półglisery – PG-13, PG-16, PG-42 (typu NKL-27)

  - 4 dywizjon kutrów trałowych
    - 1 oddział kutrów trałowych kutry trałowe – Nr 128, Nr 129, Nr 133, Nr 134, Nr 135, Nr 136, Nr 137, Nr 138 (typu K-15-M-17)
    - 2 oddział kutrów trałowych kutry trałowe – 10 jedn. (zmobilizowanych)
    - 3 oddział kutrów trałowych kutry trałowe – 10 jedn. (zmobilizowanych)
    - 4 oddział kutrów trałowych kutry trałowe – 12 jedn. (zmobilizowanych)
    - Grupa półgliserów półglisery – PG-13, PG-14, PG-18 (typu NKL-27)
    - okręt sztabowy – Marat

- 2 brygada trałowa
  - 5 dywizjon kutrów trałowych
    - 1 oddział kutrów trałowych kutry trałowe – Nr 312, Nr 324, Nr 344, Nr 351, 6 jedn. (zmobilizowanych)
    - 2 oddział kutrów trałowych kutry trałowe – 10 jedn. (zmobilizowanych)
    - 3 oddział kutrów trałowych kutry trałowe – 10 jedn. (zmobilizowanych)
    - 4 oddział kutrów trałowych kutry trałowe – 12 jedn. (zmobilizowanych)
    - Grupa półgliserów półglisery – PG-19, PG-20, PG-32 (typu NKL-27)

  - 6 dywizjon kutrów trałowych
    - 1 oddział kutrów trałowych kutry trałowe – Nr 321, Nr 325, 8 jedn. (zmobilizowanych)
    - 2 oddział kutrów trałowych kutry trałowe – 10 jedn. (zmobilizowanych)
    - 3 oddział kutrów trałowych kutry trałowe – 10 jedn. (zmobilizowanych)
    - 4 oddział kutrów trałowych kutry trałowe – 12 jedn. (zmobilizowanych)
    - Grupa półgliserów półglisery – PG-21, PG-22, PG-44 (typu NKL-27)

  - 7 dywizjon kutrów trałowych
    - 7 oddział kutrów trałowych kutry trałowe – Nr 145, Nr 146, Nr 147, Nr 148, Nr 112, Nr 113 (typu K-15-M-17)
    - 2 oddział kutrów trałowych kutry trałowe – 10 jedn. (zmobilizowanych)
    - 3 oddział kutrów trałowych kutry trałowe – 10 jedn. (zmobilizowanych)
    - 4 oddział kutrów trałowych kutry trałowe – 12 jedn. (zmobilizowanych)
    - Grupa półgliserów półglisery – PG-7, PG-23, PG-29 (typu NKL-27)

  - 8 dywizjon kutrów trałowych
    - 1 oddział kutrów trałowych kutry trałowe – Nr 311, Nr 313, Nr 314, 7 jedn. (zmobilizowanych)
    - 2 oddział kutrów trałowych kutry trałowe – 10 jedn. (zmobilizowanych)
    - 3 oddział kutrów trałowych kutry trałowe – 10 jedn. (zmobilizowanych)
    - 4 oddział kutrów trałowych kutry trałowe – 12 jedn. (zmobilizowanych)
    - Grupa półgliserów półglisery – PG-8, PG-9, PG-10 (typu NKL-27)
    - kuter sztabowy – 1 jedn. (typu BMK)

- 3 brygada okrętów rzecznych
  - 1 dywizjon kanonierek rzecznych kanonierki rzeczne – Gromow, Usyskin, Czapajew
  - 2 dywizjon kanonierek rzecznych kanonierki rzeczne – Szczors, Rudniew, Siergiej Kirow, Fiedosiejenko
  - 4 dywizjon kanonierek rzecznych kanonierki rzeczne – Krasnyj Dagiestan, Turchsjab, 10 liet KIM, Burnyj, Irkutsk
  - 5 dywizjon kanonierek rzecznych kanonierki rzeczne – Nikołaj Ostrowski, Walerij Czkałow, Pamiat Kotowskogo, Proizwodstwiennik, Stalinskaja Konstitucija, Prawda, Krasnogwardiejec
  - kuter sztabowy – 1 jedn. (typu Ja-5)

- 4 brygada okrętów rzecznych
  - 1 gwardyjski dywizjon kutrów opancerzonych
    - 1 oddział kutrów opancerzonych kutry opancerzone – Nr 71, Nr 72, Nr 73, Nr 75 (typu 1124)
    - 2 oddział kutrów opancerzonych kutry opancerzone – Nr 31, Nr 32, Nr 33 (typu 1124)

  - 2 gwardyjski dywizjon kutrów opancerzonych
    - 3 oddział kutrów opancerzonych kutry opancerzone – Nr 11, Nr 12, Nr 42, Nr 43 (typu 1125)
    - 4 oddział kutrów opancerzonych kutry opancerzone – Nr 41, Nr 92, Nr 93 (typu 1125)
    - 5 oddział kutrów opancerzonych kutry opancerzone – Nr 13, Nr 14, Nr 44 (typu 1125)

  - 1 dywizjon kutrów dozorowych
    - 1 oddział kutrów rakietowych kutry rakietowe – Ja-1, Ja-2, Ja-3, Ja-4, Ja-5 (typu Ja-5)
    - 2 oddział kutrów rakietowych kutry rakietowe – Ja-6, Ja-7, Ja-8, Ja-9 (typu Ja-5)
    - 1 oddział kutrów dozorowych kutry dozorowe – Nr 11, Nr 12, Nr 13, Nr 14, Nr 15, Nr 16, Nr 17 (typu A)
    - 2 oddział kutrów dozorowych kutry dozorowe – Nr 21, Nr 22, Nr 23, Nr 24, Nr 25, Nr 26 (typu A)
    - 1 oddział półgliserów półglisery – PG-11, PG-12, PG-15, PG-17 (typu NKL-27)
    - okręt sztabowy – Tura
    - Rezerwowy oddział półgliserów półglisery – PG-30, PG-31, PG-33, PG-34, PG-35, PG-36, PG-37, PG-38, PG-39, PG-40 (typu NKL-27)
    - Oddział awaryjno-ratowniczy
      - kutry – WR-9, WR-10, WR-11, WR-12, WR-13, WR-14
      - okręt ratowniczy – Wrazowskij
      - holowniki – Nr 312, Nr 313
- 661 samodzielna kompania piechoty morskiej

16 sierpnia 1943
- Okręty sztabu flotylli
  - okręt sztabowy – Wołga
  - kuter – 1 jedn. (typu BMK)

- 1 brygada trałowa
  - 1 dywizjon kutrów trałowych
    - 1 oddział kutrów trałowych kutry trałowe – RTSzcz-141, RTSzcz-142, RTSzcz-144, RTSzcz-149, RTSzcz-150, RTSzcz-151, RTSzcz-152, RTSzcz-153 (typu K-15-M-17)
    - 2 oddział kutrów trałowych kutry trałowe – T-121, T-122, T-123, T-124, T-125, T-126
    - 3 oddział kutrów trałowych kutry trałowe – T-131, T-132, T-133, T-134, T-135
    - 4 oddział kutrów trałowych kutry trałowe – T-141, T-142, T-143, T-144, T-145, 4 jedn. (zmobilizowanych)
    - Grupa półgliserów półglisery – T-11, T-12, T-13 (typu NKL-27)

  - 2 dywizjon kutrów trałowych
    - 1 oddział kutrów trałowych kutry trałowe – RTSzcz-118, RTSzcz-122, RTSzcz-123, RTSzcz-125, RTSzcz-126, RTSzcz-127, RTSzcz-139 (typu K-15-M-17)
    - 2 oddział kutrów trałowych kutry trałowe – T-221, T-222, T-223, T-224, 5 jedn. (zmobilizowanych)
    - 3 oddział kutrów trałowych kutry trałowe – EMTSzcz-05, EMTSzcz-06, EMTSzcz-12, EMTSzcz-15, EMTSzcz-17, EMTSzcz-29, MTSzcz-44
    - 4 oddział kutrów trałowych kutry trałowe – Nr 170, Nr 171, Nr 172, Nr 173, Nr 174 (typu MSW-38); T-241
    - Grupa półgliserów półglisery – T-21, T-22, T-23 (typu NKL-27)

  - 3 dywizjon kutrów trałowych
    - 1 oddział kutrów trałowych kutry trałowe – Nr 332, Nr 333, Nr 334, Nr 335, Nr 345, Nr 347, Nr 348
    - 2 oddział kutrów trałowych kutry trałowe – T-321, T-322, T-323, T-324, T-325, T-326
    - 3 oddział kutrów trałowych kutry trałowe – T-331, T-332, T-333, T-334, T-335, T-336, T-337, 2 jedn. (zmobilizowanych)
    - 4 oddział kutrów trałowych kutry PWO – Nr 10, Nr 11, Nr 12, Nr 13, Nr 14, Nr 15, Nr 16, Nr 17, Nr 18, Nr 19
    - Grupa półgliserów półglisery – T-31, T-32, T-33 (typu NKL-27)

  - 4 dywizjon kutrów trałowych
    - 1 oddział kutrów trałowych kutry trałowe – RTSzcz-128, RTSzcz-129, RTSzcz-133, RTSzcz-134, RTSzcz-135, RTSzcz-136, RTSzcz-137, RTSzcz-138 (typu K-15-M-17)
    - 2 oddział kutrów trałowych kutry trałowe – T-421, T-423, T-424, T-425, T-426
    - 3 oddział kutrów trałowych kutry trałowe – T-139, T-431, T-432, T-433, T-434, T-435, T-436, T-437, T-438
    - 4 oddział kutrów trałowych kutry trałowe – T-441, T-442, T-443, T-444, T-445, 4 jedn. (zmobilizowanych)
    - Grupa półgliserów półglisery – 3 jedn. (typu NKL-27)

  - 5 dywizjon kutrów trałowych
    - 1 oddział kutrów trałowych kutry trałowe – Nr 312, Nr 324, Nr 341, Nr 351, T-511, T-512, 2 jedn. (zmobilizowanych)
    - 2 oddział kutrów trałowych kutry trałowe – T-521, T-522, T-523, T-524, T-525, 1 jedn. (zmobilizowanych)
    - 3 oddział kutrów trałowych kutry trałowe – T-531, T-532, T-533, T-534, T-535, T-536, 3 jedn. (zmobilizowanych)
    - 4 oddział kutrów trałowych kutry trałowe – T-541, T-542, T-543, T-544, T-545, 4 jedn. (zmobilizowanych)
    - Grupa półgliserów półglisery – T-52, T-53, T-54 (typu NKL-27)
    - okręt sztabowy – Achtuba
    - 293 samodzielny dywizjon artylerii przeciwlotniczej 1071, 1072, 1073, 1074 baterie artylerii przeciwlotniczej (4x45), pływająca bateria opl – Nr 1224

- 2 brygada trałowa
  - 6 dywizjon kutrów trałowych
    - 1 oddział kutrów trałowych kutry trałowe – Nr 321, Nr 325, T-611, T-612, T-613, T-614, T-615
    - 2 oddział kutrów trałowych kutry trałowe – T-621, T-622, T-623, T-624, T-625, T-626
    - 3 oddział kutrów trałowych kutry trałowe – T-631, T-632, T-633, T-634, T-635, T-636, T-637, 2 jedn. (zmobilizowanych)
    - 4 oddział kutrów trałowych kutry trałowe – T-641, T-642, T-643, T-644, 5 jedn. (zmobilizowanych)
    - Grupa półgliserów półglisery – 3 jedn. (typu NKL-27)

  - 7 dywizjon kutrów trałowych
    - 7 oddział kutrów trałowych kutry trałowe – RTSzcz-145, RTSzcz-146, RTSzcz-147, RTSzcz-148, RTSzcz-112, RTSzcz-113 (typu K-15-M-17)
    - 2 oddział kutrów trałowych kutry trałowe – T-721, T-722, T-723, T-724, T-725, T-726, T-727, T-728, T-729
    - 3 oddział kutrów trałowych kutry trałowe – RTSzcz-155, RTSzcz-156, RTSzcz-157, RTSzcz-158, RTSzcz-159, RTSzcz-160, RTSzcz-161 (typu K-15-M-17)
    - 4 oddział kutrów trałowych kutry PWO – Nr 20, Nr 21, Nr 22, Nr 23, Nr 24, Nr 25, Nr 26, Nr 27, Nr 28, Nr 29
    - Grupa półgliserów półglisery – T-71, T-72, T-73 (typu NKL-27)

  - 8 dywizjon kutrów trałowych
    - 1 oddział kutrów trałowych kutry trałowe – Nr 311, Nr 313, Nr 314, 4 jedn. (zmobilizowanych)
    - 2 oddział kutrów trałowych kutry trałowe – RTSzcz-164, RTSzcz-165, RTSzcz-166, RTSzcz-167, RTSzcz-168, RTSzcz-169 (typu Ja-5)
    - 3 oddział kutrów trałowych kutry trałowe – T-831, T-832, T-833, T-834, T-835, T-836, T-837
    - 4 oddział kutrów trałowych kutry trałowe – T-841, T-842, T-843, T-844, T-845, T-846, T-847
    - Grupa półgliserów półglisery – T-83, T-84, T-85 (typu NKL-27)

  - 9 dywizjon kutrów trałowych
    - 1 oddział kutrów trałowych kutry trałowe – RTSzcz-120, RTSzcz-140, RTSzcz-143, RTSzcz-154, RTSzcz-162, RTSzcz-163 (typu K-15-M-17)
    - 2 oddział kutrów trałowych kutry trałowe – T-921, T-922, T-923, T-924, T-925, T-926

  - 291 samodzielny dywizjon artylerii przeciwlotniczej
    - 1079 bateria artylerii przeciwlotniczej (85 mm) 1081, 1083, 1085 baterie artylerii przeciwlotniczej (45 mm) pływająca bateria opl – Nr 1223

  - 292 samodzielny dywizjon artylerii przeciwlotniczej
    - 1076, 1077, 1078 baterie artylerii przeciwlotniczej (85 mm) 1082, 1084 baterie artylerii przeciwlotniczej (45 mm)
    - kuter sztabowy – 1 jedn. (typu BMK)

- 3 brygada okrętów rzecznych
  - 1 dywizjon kanonierek rzecznych kanonierki rzeczne – Szczors, Turksib, Kapitan 2 ranga Gadżijew, Burnyj
  - 2 dywizjon kanonierek rzecznych kanonierki rzeczne – Rudniew, Siergiej Kirow, Fiedosiejenko, Usyskin, Irkutsk
  - 5 dywizjon kanonierek rzecznych kanonierki rzeczne – Nikołaj Ostrowski, Walerij Czkałow, Pamiat Kotowskogo, Proizwodstwiennik, Stalinskaja Konstitucija, Prawda

- 4 brygada okrętów rzecznych
  - 1 gwardyjski dywizjon kutrów opancerzonych
    - 1 oddział kutrów opancerzonych kutry opancerzone – Nr 71, Nr 72, Nr 73, Nr 75 (typu 1124)
    - 2 oddział kutrów opancerzonych kutry opancerzone – Nr 31, Nr 32, Nr 33 (typu 1124)

  - 2 gwardyjski dywizjon kutrów opancerzonych
    - 3 oddział kutrów opancerzonych kutry opancerzone – Nr 11, Nr 12, Nr 42, Nr 43 (typu 1125)
    - 4 oddział kutrów opancerzonych kutry opancerzone – Nr 41, Nr 92, Nr 93 (typu 1125)
    - 5 oddział kutrów opancerzonych kutry opancerzone – Nr 13, Nr 14, Nr 44 (typu 1125)

  - 1 dywizjon kutrów dozorowych
    - 1 oddział kutrów rakietowych kutry rakietowe – Ja-1, Ja-2, Ja-3, Ja-4 (typu Ja-5) kutry dozorowe – Nr 11, Nr 12, Nr 13, Nr 14, Nr 15, Nr 16, Nr 17 (typu A)
    - 2 oddział kutrów rakietowych kutry dozorowe – Nr 21, Nr 22, Nr 23, Nr 24, Nr 25, Nr 26 (typu A) kutry dozorowe – MO-01, MO-02, MO-03, MO-04, MO-5, MO-06 (typu MO)
    - 1 oddział półgliserów półglisery – PG-11, PG-12, PG-15, PG-17 (typu NKL-27)
    - okręt sztabowy – Tura
    - okręt łącznościowy – Isiet
    - pływająca bateria – Nr 1220

12 listopada 1943
- 1 brygada trałowa
  - 1 dywizjon kutrów trałowych
    - 1 oddział kutrów trałowych kutry trałowe – RTSzcz-141, RTSzcz-142, RTSzcz-149, RTSzcz-150, RTSzcz-153 (typu K-15-M-17)
    - 2 oddział kutrów trałowych barki trałowe – B-10, B-11, B-13, B-14, B-15 półgliser – PG-9 (typu NKL-27)

  - 2 dywizjon kutrów trałowych
    - 1 oddział kutrów trałowych kutry trałowe – RTSzcz-122, RTSzcz-123, RTSzcz-126, RTSzcz-127, RTSzcz-139 (typu K-15-M-17)
    - 3 oddział kutrów trałowych kutry trałowe – EMTSzcz-05, EMTSzcz-06, EMTSzcz-12, EMTSzcz-17, EMTSzcz-44
    - 4 oddział kutrów trałowych kutry trałowe – RTSzcz-170, RTSzcz-171, RTSzcz-172, RTSzcz-173, RTSzcz-174 (typu MSW-38) półgliser – PG-10 (typu NKL-27)

  - 3 dywizjon kutrów trałowych
    - 1 oddział kutrów dozorowych kutry dozorowe – Nr 11, Nr 12, Nr 13, Nr 14, Nr 15, Nr 16, Nr 17 (typu A)
    - 2 oddział kutrów trałowych barki trałowe – B-17, B-18, B-19, B-23
    - 3 oddział kutrów trałowych kutry trałowe – KTSzcz-332, T-KTSzcz-334, KTSzcz-347, KTSzcz-379, KTSzcz-382 półgliser – PG-11 (typu NKL-27)

  - 4 dywizjon kutrów trałowych
    - 1 oddział kutrów trałowych kutry trałowe – RTSzcz-128, RTSzcz-134, RTSzcz-135, RTSzcz-137, RTSzcz-138 (typu K-15-M-17)
    - 2 oddział kutrów trałowych
      - barki trałowe – B-26, B-27, B-29, B-48
      - półgliser – PG-12 (typu NKL-27)
      - okręt sztabowy – Tura
      - półgliser – PG-8 (typu NKL-27)

  - 293 samodzielny dywizjon artylerii przeciwlotniczej
    - 1071, 1072, 1073, 1074 baterie artylerii przeciwlotniczej (3x45) pływająca bateria opl – Nr 1224 (2x85)

- 2 brygada trałowa
  - 5 dywizjon kutrów trałowych
    - 1 oddział kutrów trałowychkutry trałowe – KTSzcz-324, KTSzcz-341, KTSzcz-393, KTSzcz-429, KTSzcz-477
    - 2 oddział kutrów trałowych barki trałowe – B-30, B-32, B-33, B-51, B-52 półgliser – PG-13 (typu NKL-27)

  - 6 dywizjon kutrów trałowych
    - 1 oddział kutrów trałowych kutry trałowe – RTSzcz-187, RTSzcz-188, RTSzcz-189, RTSzcz-190, RTSzcz-191 (typu K-15-M-17)
    - 2 oddział kutrów trałowych barki trałowe – B-36, B-37, B-38, B-39, B-40, B-41
    - 4 oddział kutrów trałowych kutry trałowe – KTSzcz-379, KTSzcz-380, KTSzcz-430, KTSzcz-444, KTSzcz-445, KTSzcz-465, KTSzcz-476 półgliser – PG-15 (typu NKL-27)

  - 7 dywizjon kutrów trałowych
    - 2 oddział kutrów dozorowych kutry dozorowe – Nr 21, Nr 22, Nr 23, Nr 24, Nr 25, Nr 26 (typu A)
    - 1 oddział kutrów trałowych kutry trałowe – RTSzcz-143, RTSzcz-146, RTSzcz-147, RTSzcz-148, RTSzcz-112 (typu K-15-M-17)
    - 2 oddział kutrów trałowych kutry trałowe – KTSzcz-452, KTSzcz-453, KTSzcz-456, KTSzcz-457, KTSzcz-458, KTSzcz-459
    - 3 oddział kutrów trałowych kutry trałowe – RTSzcz-155, RTSzcz-156, RTSzcz-158, RTSzcz-160, RTSzcz-113 (typu K-15-M-17) półgliser – PG-16 (typu NKL-27)

  - 8 dywizjon kutrów trałowych
    - 3 oddział kutrów trałowych kutry trałowe – KTSzcz-172, KTSzcz-457, KTSzcz-464, KTSzcz-466, KTSzcz-468, KTSzcz-469
    - 4 oddział kutrów trałowych
      - barki trałowe – B-44, B-45, B-46, B-47, B-48, B-49
      - półgliser – PG-17 (typu NKL-27)
      - kuter sztabowy – 1 jedn. (typu BMK)
      - półgliser – PG-14 (typu NKL-27)

  - 291 samodzielny dywizjon artylerii przeciwlotniczej
    - 1079 bateria artylerii przeciwlotniczej (2x85 mm) 1081, 1083, 1085 baterie artylerii przeciwlotniczej (3x45 mm) pływająca bateria opl – Nr 1223 (2x85)

  - 292 samodzielny dywizjon artylerii przeciwlotniczej
    - 1076, 1077, 1078 baterie artylerii przeciwlotniczej (2x85 mm)
    - 1082, 1084 baterie artylerii przeciwlotniczej (3x45 mm)

Zima 1943/44 r.
- 1 brygada trałowa
  - 1 dywizjon kutrów trałowych
    - 1 oddział kutrów trałowych kutry trałowe – RTSzcz-141, RTSzcz-142, RTSzcz-149, RTSzcz-150, RTSzcz-153 (typu K-15-M-17)
    - 2 oddział kutrów trałowych barki trałowe – B-10, B-11, B-13, B-14, B-15 półgliser – PG-9 (typu NKL-27)

  - 2 dywizjon kutrów trałowych
    - 1 oddział kutrów trałowych kutry trałowe – RTSzcz-122, RTSzcz-123, RTSzcz-126, RTSzcz-127, RTSzcz-139 (typu K-15-M-17)
    - 3 oddział kutrów trałowych kutry trałowe – EMTSzcz-05, EMTSzcz-06, EMTSzcz-12, EMTSzcz-17, EMTSzcz-44 półgliser – PG-10 (typu NKL-27)

  - 3 dywizjon kutrów trałowych
    - 1 oddział kutrów dozorowych kutry dozorowe – Nr 11, Nr 12, Nr 13, Nr 14, Nr 15, Nr 16, Nr 17 (typu A)
    - 2 oddział kutrów trałowych barki trałowe – B-17, B-18, B-19, B-23
    - 3 oddział kutrów trałowych kutry trałowe – KTSzcz-332, T-KTSzcz-334, KTSzcz-347, KTSzcz-379, KTSzcz-382 półgliser – PG-11 (typu NKL-27)

  - 4 dywizjon kutrów trałowych
    - 1 oddział kutrów trałowych kutry trałowe – RTSzcz-128, RTSzcz-134, RTSzcz-135, RTSzcz-137, RTSzcz-138 (typu K-15-M-17)
    - 2 oddział kutrów trałowych
      - barki trałowe – B-26, B-27, B-28, B-29
      - półgliser – PG-12 (typu NKL-27)
      - okręt sztabowy – Tura
      - półgliser – PG-8 (typu NKL-27)

  - 293 samodzielny dywizjon artylerii przeciwlotniczej
    - 1071, 1072, 1073, 1074 baterie artylerii przeciwlotniczej (3x45)
    - pływająca bateria opl – Nr 1224 (2x85)

- 2 brygada trałowa
  - 5 dywizjon kutrów trałowych
    - 1 oddział kutrów trałowych kutry trałowe – KTSzcz-324, KTSzcz-341, KTSzcz-393, KTSzcz-429, KTSzcz-477
    - 2 oddział kutrów trałowych barki trałowe – B-30, B-32, B-33, B-51, B-52 półgliser – PG-13 (typu NKL-27)

  - 6 dywizjon kutrów trałowych
    - 1 oddział kutrów trałowych kutry trałowe – RTSzcz-187, RTSzcz-188, RTSzcz-189, RTSzcz-190, RTSzcz-191 (typu K-15-M-17)
    - 2 oddział kutrów trałowych barki trałowe – B-36, B-37, B-38, B-39, B-40, B-41
    - 4 oddział kutrów trałowych kutry trałowe – KTSzcz-379, KTSzcz-380, KTSzcz-430, KTSzcz-444, KTSzcz-445, KTSzcz-455, KTSzcz-475 półgliser – PG-15 (typu NKL-27)

  - 7 dywizjon kutrów trałowych
    - 2 oddział kutrów dozorowych kutry dozorowe – Nr 21, Nr 22, Nr 23, Nr 24, Nr 25, Nr 26 (typu A)
    - 1 oddział kutrów trałowych kutry trałowe – RTSzcz-143, RTSzcz-146, RTSzcz-147, RTSzcz-148, RTSzcz-112 (typu K-15-M-17)
    - 2 oddział kutrów trałowych kutry trałowe – KTSzcz-452, KTSzcz-453, KTSzcz-456, KTSzcz-457, KTSzcz-458, KTSzcz-459
    - 3 oddział kutrów trałowych kutry trałowe – RTSzcz-155, RTSzcz-156, RTSzcz-158, RTSzcz-160, RTSzcz-113 (typu K-15-M-17) półgliser – PG-16 (typu NKL-27)

  - 8 dywizjon kutrów trałowych
    - 3 oddział kutrów trałowych kutry trałowe – KTSzcz-460, KTSzcz-464, KTSzcz-465, KTSzcz-467, KTSzcz-468, KTSzcz-472
    - 4 oddział kutrów trałowych barki trałowe – B-44, B-45, B-46, B-47, B-48, B-49
      - półgliser – PG-17 (typu NKL-27)
      - kuter sztabowy – 1 jedn. (typu BMK)
      - półgliser – PG-14 (typu NKL-27)
      - pływająca bateria opl – Nr 1224 (2x85)

Okręty podporządkowane 5 dywizjonowi kutrów trałowych przygotowane do przekazania Flotylli Dnieprzańskiej; przejęte:
z 1 brygady trałowej:
- kutry trałowe – RTSzcz-118, RTSzcz-125, RTSzcz-129, RTSzcz-133, RTSzcz-136, RTSzcz-144, RTSzcz-151, RTSzcz-152, RTSzcz-170, RTSzcz-171, RTSzcz-172, RTSzcz-173, RTSzcz-174

z 2 brygady trałowej:
- kutry trałowe – RTSzcz-115, RTSzcz-159, RTSzcz-161

od przemysłu
- kutry trałowe – 7 jedn.
- kutry opancerzone – 2 jedn.
- kutry rakietowe – 5 jedn.

- -     - 1 samodzielny oddział półgliserów półglisery – PG-50, PG-51, PG-52, PG-53, PG-54, PG-55, PG-56, PG-57, PG-58, PG-59, PG-60,

PG-66, PG-62, PG-62, PG-63, PG-65, PG-66, PG-67 (typu NKL-27)
Okręty sztabu Flotylli
- kuter sztabowy – 1 jedn. (typu BMK)
- 1 samodzielny oddział półgliserów półglisery – PG-1, PG-2, PG-3, PG-4, PG-5, PG-6, PG-7

Okręty tyłów Flotylli
- okręt łącznościowy – Isiet
- jednostki pomocnicze – SBR-7, SBR-20, SBR-22, SBR-24

Po bitwie stalingradzkiej statki Flotylli, oprócz dwóch brygad holowniczych, były przekazano Flotylli Azowskiej i Flotylli Dnieprzańskiej, barki zwrócono żegludze nadwołżańskiej.
W latach 1943–1944 Flotylla trałowała z min szlaki żeglowne i ochroniła żeglugę.

## Rozformowanie
30 czerwca 1944 Flotylla została rozwiązana.

## Dowódcy
- S.G. Sapożnikow (październik – listopad 1941)
- S.M. Worobjow (listopad 1941 – luty 1942)
- D.D. Rogaczow (luty 1942 – maj 1943)
- Ju.A. Pantielejew (maj–grudzień 1943)
- P.A. Smirnow (grudzień 1943 – czerwiec 1944)[1]

## Literatura i źródła
- История Советского флота http://www.rusnavy.ru/ussr.hmt
- Mała encyklopedia wojskowa, t. I, Warszawa 1967
- Волжская военная флотилия
- Meister, J. (1977). Soviet Warships of the Second World War. MacDonald and Jane’s, London.
- Flotylle https://web.archive.org/web/20100808194841/http://www.rzeczna2004.republika.pl/
- Бубеннов М., Валеев А. „Освобождение Казани от белоинтервентов в 1918 г.” Казань, Татгосиздат, 1939
- Варгин Н.Ф. „Комиссар Волжской флотилии (герой гражданской войны Н.Г. Маркин)., М., Госполитиздат, 1961
- Васильев В. „Вспоминая героическое прошлое”. -- „Волжская вахта”, 1958, 24 июня
- Вишневский В. „БОевая правда о действиях Волжской флотилии на реке Волге, Каме и Белой”. -- „Морской сборник”, 1924, № 8,9
- „Военные моряки на фронтах гражданской войны”. Военмориздат, 1939
- „Вспоминая былые походы. Сборник воспоминаний ветеранов Волжской военной флотилии” (1918-1920), Волго-Вятское книжное издательство, 1968 г.
- Давыдов О. „В боях за Волгу”. -- „Волжская вахта”. 1958, 25 марта.
- Жадаев Ф. „Десант в Кара-Кумах.” -- „Горьковский рабочий”, 1958, 2 ноября
- Исаев Алексей «Сталинград. За Волгой для нас земли нет.» «Яуза. ЭКСМО.» ISBN 978-5-699-26236-6.
- Колбин И.Н. „Борьба за Волгу и Каму в 1918 г.” Огиз, „Молодая гвардия”, 1931 г.
- Колбин И.Н. „Поход Волжской флотилии”, -- „Правда”, 1935, 3 января.
- Корягин Г. „Боевой путь”, -- „Горьковская правда”, 1918, 11 июня
- Леонтьев А. „Волжская военная флотилия в борьбе с контрреволюцией”. -- В кн.: „Очерки по истории Октябрьской революции в Нижегородской губернии”. Н. Новгород, Истпартотдел губкома ВКП(б), 1928, стр. 88-168
- Лобызов А., Белов Е. „К 45-летию Волжской военной флотилии”. -- „Горьковский рабочий”, 1963, 26 июня.
- Мордвинов Р.Н. „Волжская военная флотилия в гражданской войне (1918-1920 гг.), Москва, Военмориздат, 1952
- Мордвинов Р.Н. „Курсом „Авроры”. Формирование советского Военно-Морского Флота. Начало его боевой деятельности (ноябрь 1917 – март 1919)”. М., Воениздат 1962 г. (О Волжской военной флотилии – гл. 3 и 4)
- Назаров А. Ф. „Николай Маркин”, М., Воениздат, 1964
- Новожилов А. „Там, где вооружалась флотилия”. -- „Горьковский рабочий”, 1958, 20 июня.
- „От Нижнего до Персии”. -- „Горьковский рабочий”, 1959, 14 марта, 16 апреля, 18 июня, 19 июня. (Воспоминания бойцов и командиров Волжской военной флотилии, живущих в настоящее время в г. Горьком).
- Раскольников Ф,Ф, „На боевых постах”, М., Воениздат, 1964
- Рейснер Л. М. „Избранные произведения”, М. 1958
- Савин М. „Комиссар флотилии”. Пенза, 1957
- Сутырин С. „Балтийцы на Волге”. (Воспоминания). -- „Горьковская правда”, 1957, 26 октября.
- Фролов Ф. „Комсомольцы-кожановцы”. -- „Горьковская правда”, 1958, 21 февраля.
- „Этих дней не смолкнет слава”. М. „Речной транспорт”, 1958